# ناحیه جبل مسعد
ناحیه جبل مسعد (به عربی: دائرة جبل مسعد) یک ناحیه در الجزایر است که در استان مسیله واقع شده‌است.